# Садово (Варненская область)
Садово (болг. Садово) — село в Болгарии. Находится в Варненской области, входит в общину Аврен. Население составляет 343 человека.

## Политическая ситуация
В местном кметстве Садово, в состав которого входит Садово, должность кмета (старосты) исполняет Севдалина Желязкова Димитрова (независимый) по результатам выборов правления кметства.
Кмет (мэр) общины Аврен — Красимир Христов Тодоров (коалиция в составе 2 партий: Национальное движение «Симеон Второй» (НДСВ), Болгарская социал-демократия (БСД)) по результатам выборов в правление общины.